# Marcel Schug
Marcel Schug (* 20. Dezember 1984 in Bad Kreuznach) ist ein ehemaliger deutscher Fußballspieler.

## Karriere
Bis 2005 war Schug beim Oberligisten Hassia Bingen. Dann wechselte er zur zweiten Mannschaft des SC Freiburg, bei der er zwei Jahre spielte. 2007 ging er in die zum 1. FC Saarbrücken, mit dem er 2009 in die Regionalliga und ein Jahr später in die Dritte Liga aufstieg. 2011, ging er, nachdem er zuletzt nur noch selten zum Einsatz gekommen war, zurück in die Regionalliga zur SV Elversberg. 2013 gelang ihm mit der SV Elversberg erneut der Aufstieg in die Dritte Liga. Von 2014 bis zu seinem Karriereende 2020 war Schug nur noch unterklassig im Saarland aktiv.